# Distrito de Poprad
El distrito de Poprad (en eslovaco Okres Poprad) es una unidad administrativa (okres) de Eslovaquia Oriental, situado en la región de Prešov con una superficie de 1105.38 km². Su capital es la ciudad de Poprad.

## Demografía
| Año        | 1994    | 2004    | 2014    | 2024    |
| ---------- | ------- | ------- | ------- | ------- |
| Población  | 100 937 | 104 320 | 104 494 | 101 834 |
| Diferencia |         | +3,35 % | +0,16 % | −2,54 % |

| Año        | 2023    | 2024    |
| ---------- | ------- | ------- |
| Población  | 102 038 | 101 834 |
| Diferencia |         | −0,19 % |

## Ciudades
- Poprad
- Svit
- Vysoké Tatry

## Municipios
- Batizovce
- Gánovce
- Gerlachov
- Hôrka
- Hozelec
- Hranovnica
- Jánovce
- Kravany (Poprad)
- Liptovská Teplička
- Lučivná
- Mengusovce
- Mlynica
- Nová Lesná
- Spišská Teplica
- Spišské Bystré
- Spišský Štiavnik
- Štôla
- Štrba
- Šuňava
- Švábovce
- Tatranská Javorina
- Veľký Slavkov
- Vernár
- Vikartovce
- Vydrník
- Ždiar